# Septembre 1922

## Événements
- Premier vol des avions "de Havilland DH.37" (en) et "De Havilland DH.27 Derby" (en).

- 4 septembre : 
  - deuxième édition du Grand Prix d'Italie à Monza. Le pilote italien Pietro Bordino s'impose sur une Fiat;
  - le pilote américain James H. Doolittle relie Pablo Beach (Floride) et San Diego (Californie) avec escales en 22 heures et 35 minutes, dont 21 heures et 20 minutes de vol pour un trajet de 3 500 km.

- 9 septembre : les Turcs entrent à Smyrne (massacre de la population grecque). Les Grecs évacuent également la Thrace orientale.

- 13 septembre : enregistrement de la plus haute température jamais relevée à la surface de la Terre (58 °C) à El Azizia en Libye

- 16 septembre : création de la Transjordanie sous le règne de l'émir hachémite Abdallah.

- 17 septembre : création des premiers programmes de radiotéléphonie en Russie.

- 21 septembre : le pilote français Joseph Sadi-Lecointe bat le record de vitesse pure sur un «Nieuport-Delage» : 341,023 km/h.

- 22 septembre : tarif Fordney-McCumber aux États-Unis.

- 27 septembre : le roi Constantin Ier de Grèce abdique, chassé par une révolution. Son fils aîné Georges II lui succède.

## Naissances
- 1er septembre : 
  - Yvonne De Carlo, actrice canadienne († 8 janvier 2007).
  - Vittorio Gassman, acteur italien († 29 juin 2000).
- 4 septembre : Rosalío José Castillo Lara, cardinal vénézuélien de la Curie romaine († 16 octobre 2007).
- 9 septembre : Solange Alexandre, institutrice, résistante française.
- 10 septembre : André Pieters, coureur cycliste belge († 22 février 2001).
- 11 septembre : Charles Evers, activiste, homme politique américain, impliqué dans le mouvement afro-américain des droits civiques († 22 juillet 2020).
- 14 septembre : 
  - Michel Auclair, acteur français († 7 janvier 1988).
  - Krim Belkacem, homme politique algérien († 18 octobre 1970).
  - Şükrü Gülesin, footballeur turc († 10 juillet 1977).
  - Alexandre Mikhaïlov, acteur soviétique († 14 mars 1992).
  - Norodom Monissara, haut fonctionnaire et diplomate cambodgien († avril 1975).
  - Marcel Niedergang, écrivain et journaliste français († 28 décembre 2001).
  - Lucien Nortier, illustrateur, dessinateur et scénariste français de bandes dessinées († 14 décembre 1994).
- 16 septembre : Marcel Mouloudji, chanteur, auteur-compositeur-interprète, peintre et acteur († 14 juin 1994).
- 22 septembre :
  - In Tam homme politique cambodgien († 1er avril 2006)
  - Yvette Horner, accordéoniste française († 11 juin 2018).
- 24 septembre : Bert I. Gordon, scénariste, réalisateur et producteur de cinéma américain († 8 mars 2023).
- 25 septembre : Roger Etchegaray, cardinal français, président émérite du conseil pontifical justice et paix († 4 septembre 2019).
- 27 septembre : Arthur Penn, réalisateur américain († 28 septembre 2010).
- 30 septembre : 
  - Oscar Pettiford, contrebassiste de jazz américain († 8 septembre 1960).
  - Michel Lemoine, acteur et réalisateur français († 27 juillet 2013).
  - Albert Raisner, harmoniciste, animateur de télévision et producteur de télévision et de radio français († 1er janvier 2011).

## Décès
- 1er septembre : Edmund Blair Leighton, peintre britannique (° 21 septembre 1853).
- 6 septembre : Georgette Agutte, peintre et sculptrice française (° 17 mai 1867).
- 8 septembre : Léon Bonnat, peintre français.
- 12 septembre : Évariste Carpentier, peintre belge (° 2 décembre 1845).
- 13 septembre : Enrique María Repullés y Vargas, architecte espagnol (° 30 octobre 1845).
- 26 septembre : Paul de Favereau, homme politique belge (° 15 janvier 1856).